# ويكيبيديا التشوفاشيا
ويكيبيديا التشوفاشيا (التشوفاشية:Чӑваш Википедийӗ) هي النسخة التشوفاشية من موسوعة ويكيبيديا.

## الإحصائيات
| عدد المستخدمين المسجلين | عدد المستخدمين النشيطين | عدد المقالات | صفحات المحتوى | عدد التعديلات | عدد الملفات المرفوعة | عدد الإداريين |
| ----------------------- | ----------------------- | ------------ | ------------- | ------------- | -------------------- | ------------- |
| 37٬409                  | 50                      | 57٬654       | 118٬927       | 853٬167       | 530                  | 2             |

## التقدم
- في 16 ديسمبر 2004، أنشئت الصفحة الرئيسية.
- في 9 مارس 2006، أنشئت المقالة رقم 2000.
- في 22 أغسطس 2006، أنشئت المقالة رقم 4000 .
- في 22 نوفمبر 2006، أنشئت المقالة رقم 4500.
- في يناير 2007، أنشئت المقالة رقم رقم 5000.
- في سبتمبر 2007، أنشئت المقالة رقم 6000  .
- في 14 يناير 2008، أنشئت المقالة رقم 7000.
- في 17 يوليو 2008، أنشئت المقالة رقم 8000.
- في 6 أبريل 2009، أنشئت المقالة رقم 10000  .
- في 13 فبراير 2010، أنشئت المقالة رقم 11000.
- في 4 أكتوبر 2010، أنشئت المقالة رقم 11451.
- في 31 أغسطس 2011، أنشئت المقالة رقم 13000.
- في 6 أكتوبر 2012، أنشئت المقالة رقم 14000.
- في 3 ديسمبر 2013، أنشئت المقالة رقم 20000.
- في 1 أغسطس 2014، أنشئت المقالة رقم 30000.
- في 3 مارس 2016، أنشئت المقالة رقم 34100.
- في 11 نوفمبر 2016، أنشئت المقالة رقم 36000.
- في 28 مارس 2017، أنشئت المقالة رقم 39000.